# برینیانو جرا دادا
برینیانو جرا دادا (به ایتالیایی: Brignano Gera d'Adda) یک کومونه در ایتالیا است که در استان برگامو واقع شده‌است. برینیانو جرا دادا ۱۱٫۸ کیلومتر مربع مساحت و ۵٬۶۷۰ نفر جمعیت دارد و ۱۳۱ متر بالاتر از سطح دریا واقع شده‌است.